# Курганхиммаш
Общество с ограниченной ответственностью «Курганский завод химического машиностроения» (ООО «Курганхиммаш») — одно из ведущих российских предприятий по проектированию и производству технологического оборудования для нефтегазодобывающей, химической, энергетической, атомной, металлургической, машиностроительной, медицинской, пищевой и других отраслей промышленности. Расположено в г. Кургане Курганской области. Является промышленным бюджетообразующим предприятием Курганской области.

## История предприятия
18 сентября 1949 года Совет министров СССР принял Постановление № 3810 «Об увеличении мощностей по производству промышленной арматуры». Строительство Курганского завода химического машиностроения и Курганского арматурного завода началось одновременно. В 1951 году НИИГИПромашприбор разработал технический проект завода. После введения в эксплуатацию 28 декабря 1954 года Курганского арматурного завода, Химмаш становится самостоятельным строящимся заводом.
17 мая 1956 года министр машиностроения СССР Смеляков Н. Н. подписал приказ № 145 «О вводе в действие первой очереди строительства Курганского завода химического машиностроения», осваивается производство центрифуг. Техническая документация на них передана с Сумского машиностроительного завода им. М. В. Фрунзе. 26 мая 1956 года испытана и принята первая центрифуга ТВ-600У.
В 1957 году начат выпуск изделия АДДК, разработанного в НИИХИММАШ и предназначенного для дегазации, дезактивации и дезинфекции военной техники.
В 1959—1962 годах осваивается выпуск ёмкостного оборудования, теплообменников, установок осушки воздуха и озонаторов.
В 1963 году завод объявлен Всесоюзной ударной комсомольской стройкой. Начат выпуск озонаторных установок УОТ-3000.
11 марта 1965 года вышел первый номер газеты «Прогресс», издаваемой на заводе.
В 1977 году введена в строй станция обкатки автомобилей для специзделий, которые переводились с автомобилей ЗИЛ на автомобиль КамАЗ.
8 июля 1977 года приказом министра химического и нефтяного машиностроения № 138 создано Курганское производственное объединение арматурного и химического машиностроения (ПО «Курганармхиммаш») с непосредственным подчинением министерству в составе следующих производственных единиц: Курганского арматурного завода (головной) и Курганского завода химического машиностроения. До объединения Курганский арматурный завод входил «Союзпромарматуру», «Курганхиммаш» — в главк «Союзхиммаш».
В 1977—1980 годах ПО «Курганармхиммаш» 5 раз присуждалось переходящее Красное Знамя министерства, 7 раз — знамёна района и города. Доля продукции с Государственным Знаком качества составила 39,6 %.
В мае 1980 года производственному объединению передано 1446 га земли у д. Передёргино Кетовского района, на которой был создан сельхозкомплекс «Благодатное».
В 1980 году освоено производство механизированных автоклавов КВТМ и КВТРМ по проектам ЛЕННИИХИММАШа.
В 1984 году введён в эксплуатацию крупнейший в СССР и Европе цех гуммирования. С 20-25 тыс. м² гуммированной поверхности увеличился до 40-45 тыс. м².
В августе 1984 года руководство в объединении было заменено. Комиссия комитета партийного контроля при ЦК КПСС установила ряд нарушений в отчётности по выполнению государственных плановых заданий. Курганский городской суд за грубое нарушение государственной и финансовой дисциплины приговорил генерального директора А. Ф. Илюшина к лишению свободы.
В 1987 году ПО «Курганармхиммаш» из прямого подчинения министерству перевели в Главгазоочистку, присоединив к нему Тюменский завод нефтепромыслового машиностроения «Нефтепроммаш», Катайский насосный завод и строящийся Уральский завод газоочистной аппаратуры, но это было непродолжительно из-за сложности управления. Уже 22 августа 1988 года Катайский насосный завод передан в состав НПО ВНИИГИДРОМАШ.
Приказом министра тяжёлого машиностроения СССР от 15 ноября 1989 года № 145 Курганское ордена «Знак Почёта» производственное объединение арматурного и химического машиностроения ПО «Курганармхиммаш» упраздняется. Заводы становятся самостоятельными.
25 августа 1992 года на основании Постановления администрации г. Кургана № 867.12 госпредприятие «Курганский завод химического машиностроения» реорганизовано в акционерное общество «Курганхиммаш». Его Устав зарегистрирован под № 1874.
11 октября 1993 года состоялось первое собрание акционеров. Предприятие сменило форму собственности, стало акционерным обществом. Избран совет директоров, председатель С. А. Аристов. Генеральным директором на конкурсной основе стал Третьяков Александр Петрович. Акции завода сосредоточились в руках 4 юридических лиц, Госкомимущества, а также большого числа физических лиц.
25 июня 1996 года акционерное общество «Курганхиммаш» в связи с принятием Закона «Об акционерных обществах» Постановлением Администрации г. Кургана № 1693 было перерегистрировано в ОАО «Курганхиммаш».
С 1997 года завод начинает выпуск оборудования для основных технологий подготовки нефти и газа, транспортировки и переработки, НГВРП.
В 2004 году завод открыл вторую площадку, специализированную по выпуску вертикальных стальных резервуаров, вместительностью до 100 000 м3, а в 2008 году из-за кризиса, завод потерял около 250 человек.
В 2007 году собственником около 90 % акций стал «Алеф-Банк». Затем эти акции были скрыты на кипрских офшорах.
В 2012 году завод освоил выпуск газового компрессорного оборудования.
15 января 2013 года внеочередное собрание акционеров решило вопрос о порядке и об условиях осуществления преобразования ОАО «Курганский завод химического машиностроения» в ООО «Курганский завод химического машиностроения». На 31 декабря 2012 года общее количество акционеров ОАО «Курганхиммаш» превышало 1,5 тыс., при этом 86,9 % акций предприятия принадлежало компании «OPTUS (OVERSEAS) LIMITED», которая зарегистрирована в городе Лимасол, Республика Кипр контролируется компанией DOCWIL TRADING LTD., зарегистрированной на о. Маэ, Сейшельские острова. По мнениям экспертов, преобразование в ООО позволит компании уменьшить возможный контроль государственных органов.
С 1 апреля 2013 года зарегистрировано общество с ограниченной ответственностью «Курганский завод химического машиностроения» (ООО «Курганхиммаш», ИНН 4501184300). Участники (с июня 2013 года): Общество с ограниченной ответственностью "Научно-производственное объединение «Курганхиммаш» (15,59 %), ОПТУС (ОВЕРСИЗ) ЛИМИТЕД (84,41 %).
28 апреля 2017 года ООО «Курганхиммаш» стало правопреемником ООО «Фонтесинвест» (г. Москва, ИНН 7718223052).
С января 2019 года ОПТУС (ОВЕРСИЗ) ЛИМИТЕД — единственный участник ООО «Курганхиммаш».
С 18 июня 2021 года ТРЕКОТЭ КОНСАЛТИНГ ЛИМИТЕД, Кипр стал новым учредителем. С 21 марта 2022 года Герасимов Филипп Евгеньевич владеет 25 %, а ТРЕКОТЭ КОНСАЛТИНГ ЛИМИТЕД — 75 %.

## Продукция
Предприятием серийно выпускаются:
- Модульные компрессорные станции (для утилизации попутного нефтяного газа; для дожима топливного газа газовых турбин и газодизельных двигателей; для откачки газа из трубопроводов и резервуаров; для переработки газа и нефтехимии)
- Блочно-комплектное оборудование для обустройства нефтяных и газовых месторождений (установки подготовки природного газа к транспортировке; блоки ввода и регенерации метанола, ТЭГа, ДЭГа; установки комплексной подготовки нефти к транспортировке; трехфазные сепарационные установки с прямым подогревом и системой автоматики и управления; установки утилизации попутного нефтяного газа)
- Оборудование для обслуживания и ремонта магистральных трубопроводов и газотранспортных систем
- Колонное и реакторное оборудование с различными типами внутренних устройств диаметром до 3400 мм и длиной до 65 м.
- Разделительное, сепарационное и фильтрующее оборудование
- Ёмкостное оборудование работающее под давлением не более 21 МПа, диаметром до 3400 мм
- Теплообменное оборудование с неподвижными трубными решетками, плавающей головкой, линзовыми компенсатороми, U-образным трубным пучком и диаметром кожуха до 3000 мм, давлением до 16 МПа, длиной трубного пучка до 12 м
- Оборудование водоподготовки
- Озонаторное оборудование
- Оборудование для очистки и осушки воздуха, инертных негорючих газов
- Автоклавы вертикальные и горизонтальные с быстродействующими байонетными затворами

## Руководители

### Исполняющий обязанности директора объединенной дирекции строящихся заводов, арматурного и Химмаша
- 26 сентября 1949 — 4 февраля 1955 Дураченко, Иван Степанович

### Директор Курганского завода химического машиностроения
- 4 февраля 1955 — август 1958 Меркулов, Алексей Михайлович
- август 1958 — август 1960 Смирнов, Николай Николаевич
- август 1960 — 2 августа 1962 Нейман, Виктор Исидорович
- 2 августа 1962 — 8 июля 1977 Куфтырев, Михаил Семёнович

### Генеральный директор ПО «Курганармхиммаш»
- 8 июля 1977 — август 1984 Илюшин, Алексей Фёдорович
- август 1984 — 13 октября 1988 Жигачёв, Анатолий Кузьмич
- 13 октября 1988 — 15 ноября 1989 Симанов, Алексей Николаевич

### Генеральный директор Курганского завода химического машиностроения
- 15 ноября 1989 — 11 октября 1993 Фадюшин, Владимир Михайлович

### Генеральный директор ОАО «Курганхиммаш»
- 11 октября 1993—1996 Третьяков, Александр Петрович
- 1996 — 11 апреля 2005 Барышников Владимир Васильевич
- 12 апреля 2005 — 4 апреля 2006 Виденеев, Виктор Иванович
- 4 апреля 2006 — 1 августа 2008 Данченко, Олег Иванович
- 2 августа 2008 — 27 апреля 2009 Новосельцев, Юрий Александрович
- 27 апреля 2009 — 19 января 2011 Фризен, Алексей Николаевич
- 20 января 2011 — 6 сентября 2011 Шарапов, Александр Юрьевич
- 7 сентября 2011—2013 Беляков, Илья Станиславович

### Генеральный директор ООО «Курганхиммаш»
- 2013 — 26 августа 2014 Беляков, Илья Станиславович
- 26 августа 2014 — 18 октября 2015 Корытько, Игорь Валерьевич
- 24 сентября 2015 — 1 апреля 2018 Гильфанов, Сергей Леонидович
- 2 апреля 2018 — 20 сентября 2018 Хайрутдинов, Рим Хабирович
- 21 сентября 2018 — 25 ноября 2019 Степанов, Сергей Владимирович
- 25 ноября 2019 — 19 декабря 2019 Шадрин, Андрей Федорович
- С 19 декабря 2019 Афраймович, Артём Маркович

## Коллектив
- 1960 год — 754 чел.
- 1970 год — 3041 чел.
- 1990 год — 2194 чел.
- 1995 год — 1621 чел.
- 1998 год — 1347 чел.
- 1999 год — 1420 чел.
- 2011 год — 2215 чел.
- 2015 год — 1850 чел.
- 2017 год — 1250 чел.
- 2018 год — 1350 чел[6].
- 2022 год — 1292 чел.

### Награды коллектива
- Орден Ленина — 3 чел.
- Орден Октябрьской Революции — 2 чел.
- Орден Трудового Красного Знамени — 27 чел.
- Орден Дружбы народов — 2 чел.
- Орден «Знак Почёта» — 26 чел.
- Орден Трудовой славы III степени — 14 чел.

Второй генеральный директор завода (с 1996 по 2005 гг.) после этапа акционирования Барышников Владимир Васильевич в 2003 году входил в список 1000 самых профессиональных менеджеров России по мнению ИД «Коммерсант».

### Известные работники
- Думский, Тарас Иванович — Заслуженный рационализатор РСФСР[8]
- Кулишенко, Дмитрий Иванович — Заслуженный рационализатор РСФСР[9]
- Заборовский, Юрий Викторович — кавалер ордена Ленина, Заслуженный машиностроитель РСФСР
- Ледовский, Дмитрий Андреевич — кавалер ордена Ленина
- Макаров, Виктор Анисимович — кавалер ордена Ленина
- Морозов, Иван Матвеевич — Заслуженный машиностроитель РСФСР
- Мошков, Юрий Алексеевич — Заслуженный рационализатор РСФСР[10]
- Осин, Владимир Анатольевич, генеральный конструктор ОАО «Кургнахиммаш» — Заслуженный рационализатор Российской Федерации (1992)[11], кавалер ордена Дружбы (2003)[12].
- Солодовников, Аркадий Степанович — Заслуженный машиностроитель РСФСР
- Шульгин, Виктор Алексеевич — Заслуженный рационализатор РСФСР[13]